# Дженіфер Валенте
Дженіфер Валенте (англ. Jennifer Valente, нар. 24 грудня 1994, Сан-Дієго, Каліфорнія, США) — американська велогонщиця, олімпійська чемпіонка 2020 року, срібна призерка Олімпійських ігор 2016 року, бронзова призерка Олімпійських ігор 2020 року.

## Виступи на Олімпіадах
| Олімпіада           | Дисципліна                    | Місце |
| ------------------- | ----------------------------- | ----- |
| Ріо-де-Жанейро 2016 | командна гонка переслідування | 2     |
| Токіо 2020          | командна гонка переслідування | 3     |
| Токіо 2020          | омніум                        | 1     |
| Токіо 2020          | медісон                       | 9     |

## Зовнішні посилання
- Дженіфер Валенте — олімпійська статистика на сайті Sports-Reference.com (англ.) (архівна версія)